# Bogdan Nestorović

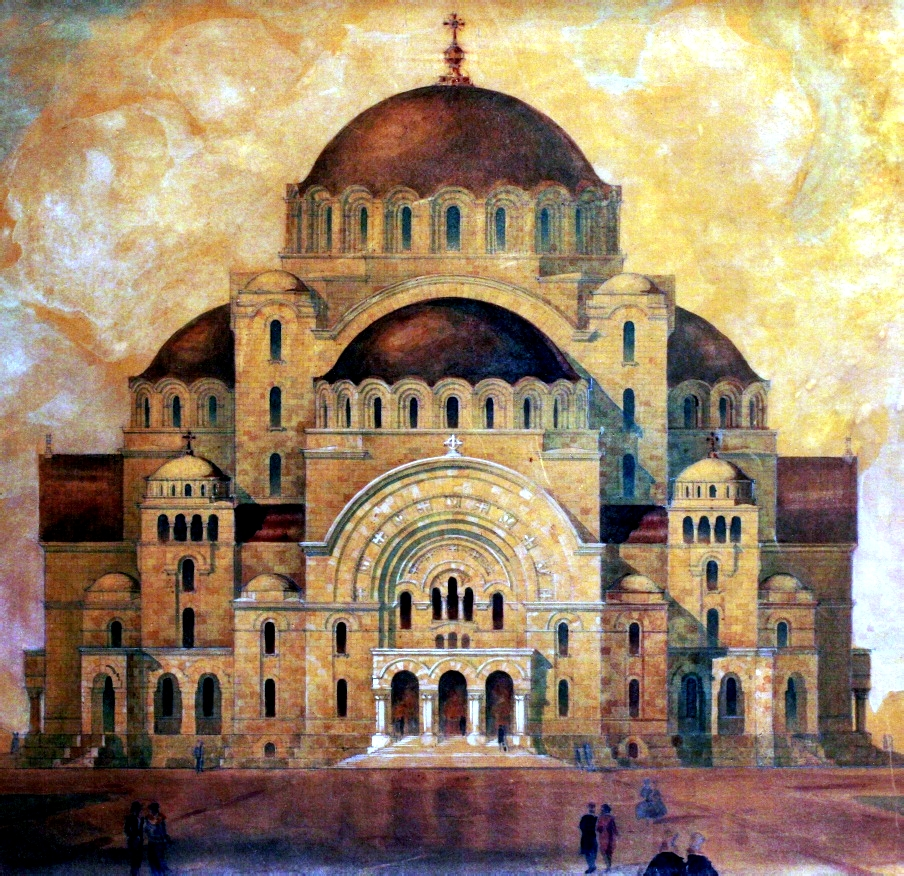
Ein Aquarell von 1931 zeigt eine der finalen Studien Bogdan Nestorovićs für den Dom des Heiligen Sava

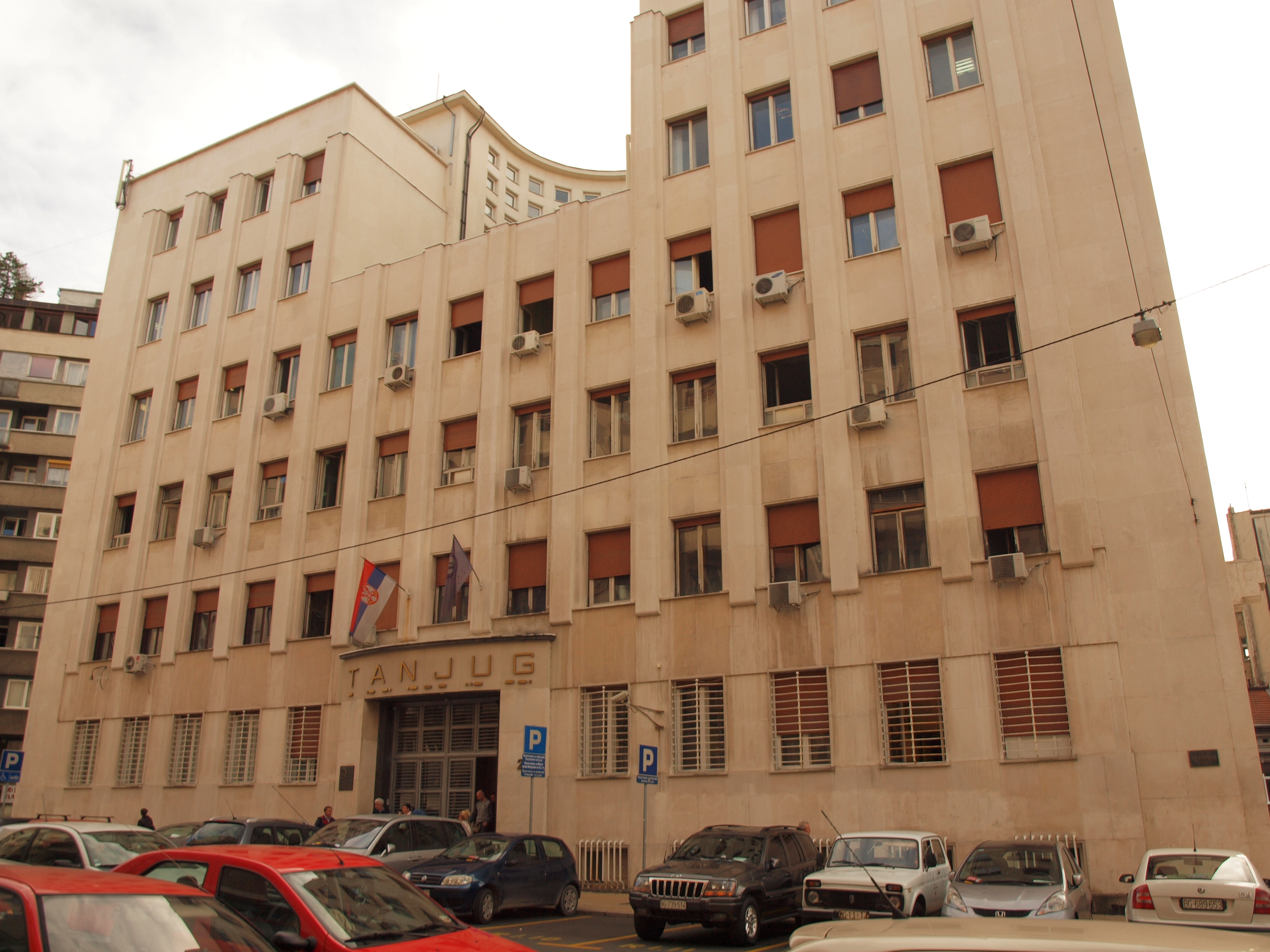
Das heutige Gebäude der staatlichen Presseagentur Serbiens, TANJUG, im Stil des reduzierten Klassizismus

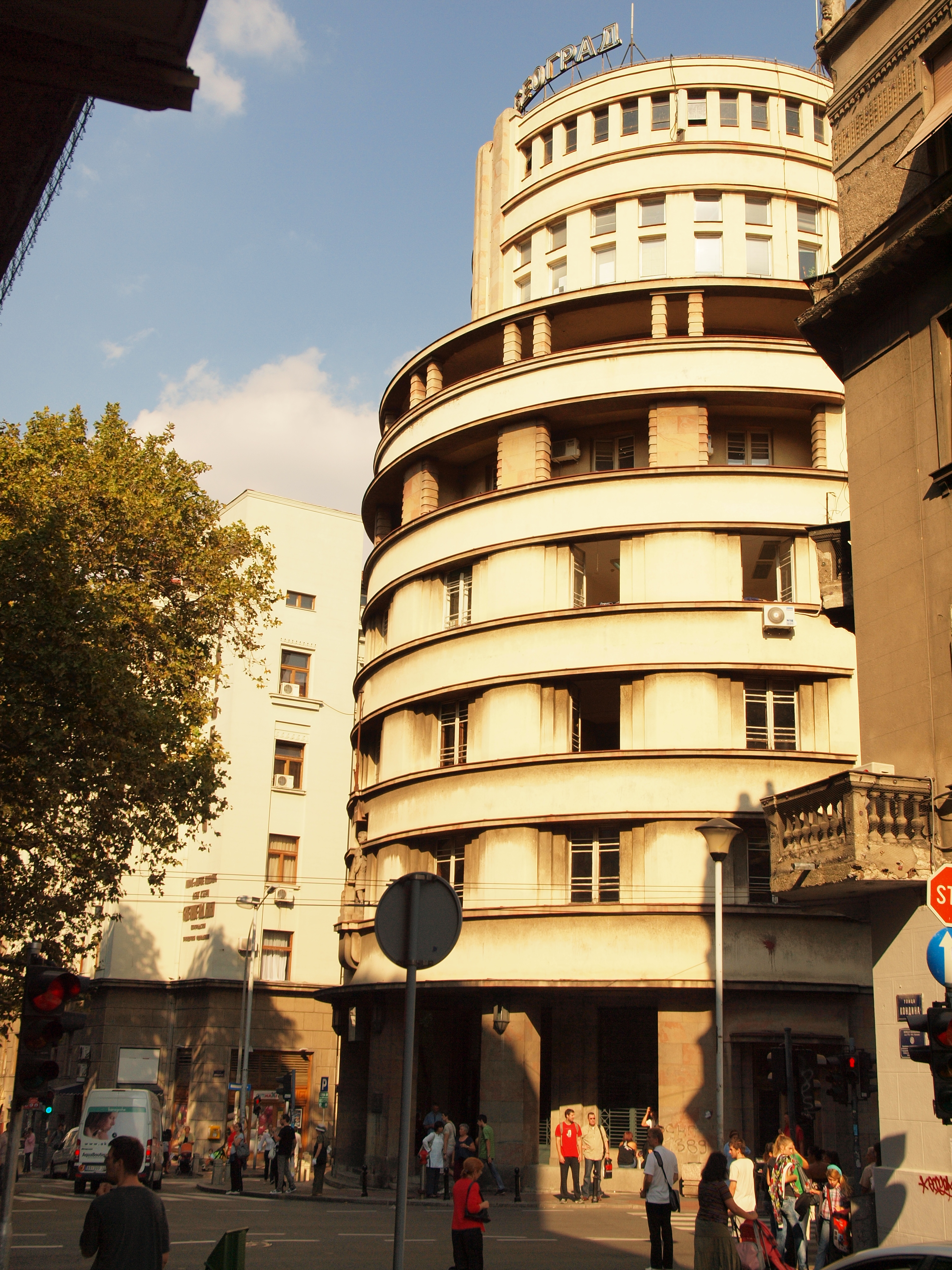
Radio Belgrad-Hauptfunkhaus in Belgrad, 1931

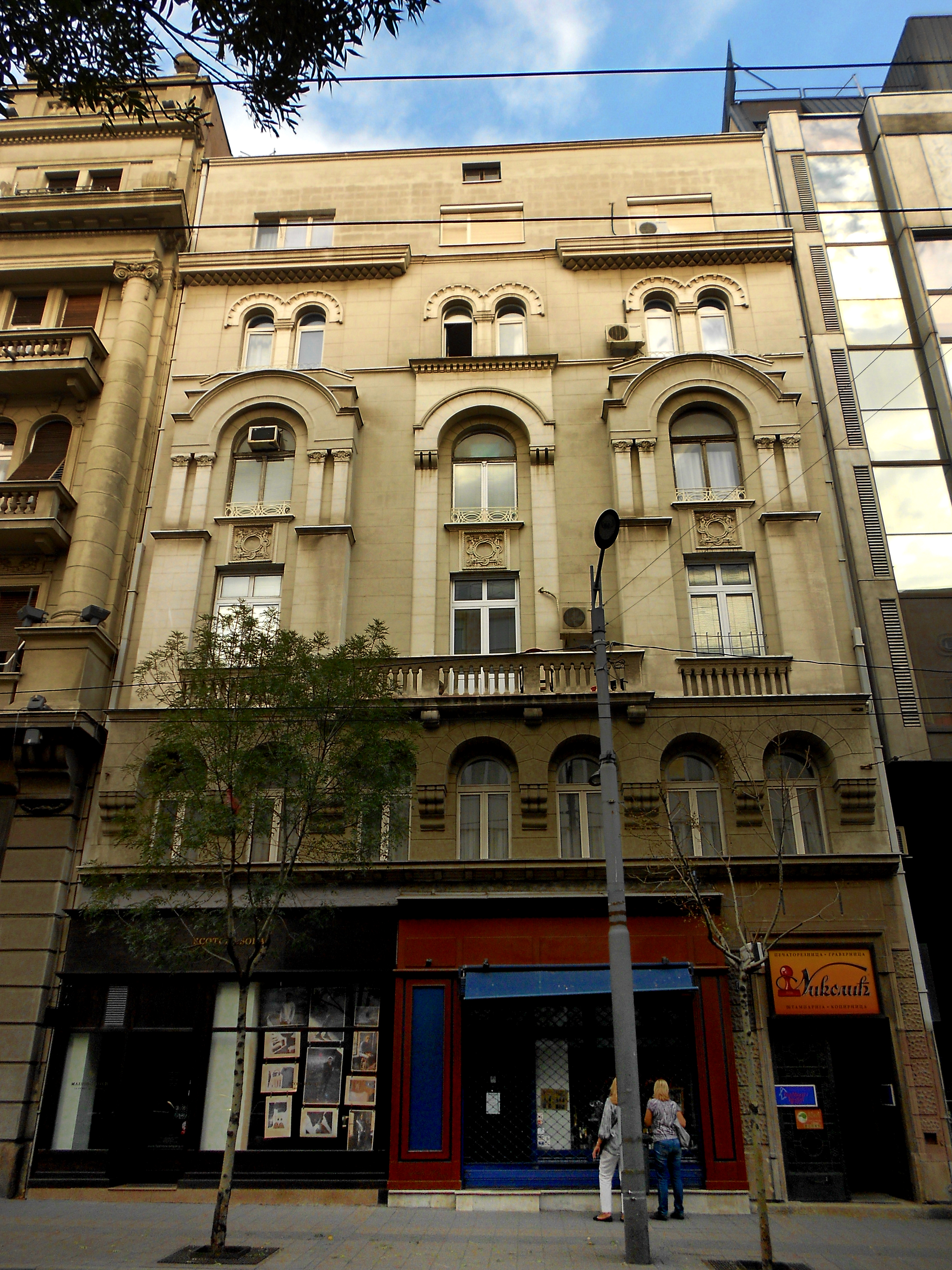
Wohnhaus des Vitomir Konstantinovič in der Ulica Srpskih Vladara 3. 1926–27

Bogdan Nestorović (* 1901; † 1975) war ein serbischer Architekt, Autor und Hochschullehrer. Er ist insbesondere mit der Ausarbeitung der zusammen mit Aleksandar Derokos Beitrag fusionierten Plans des Doms des Heiligen Sava verbunden, für die er als hauptverantwortlicher Architekt von 1935 bis 1941 tätig war. Als Projektant entwarf er einige renommierte Belgrader Gebäude.

## Familie
Bogdans Vater war der bekannte Architekt Nikola Nestorović (1868–1957).

## Professioneller Werdegang
Bogdan Nestorović beendete das Studium der Architektur 1923 in Belgrad. Danach war er zu Studien in Paris, wo er auch in großen Architekturbüros arbeitete. Nach seiner Rückkehr in Königreich der Serben, Kroaten und Slowenen war er zwischen 1926 und 1930 im Architekturbüro „Arhitekt“ beschäftigt. 1930 wurde er als Assistent an die Architektonische Fakultät in Belgrad berufen. Sie blieb bis zu seiner Pensionierung seine ständige Arbeitsstelle. An der Fakultät unterrichtete er die Projektierung von Wohngebäude wie auch Stil- und Architekturgeschichte. Für sein Lebenswerk bekam er 1971 die Auszeichnung des 7. Julis.

## Werk

### Hauptwerke
Vor dem Zweiten Weltkrieg gewann Nestorović zwei Architekturwettbewerbe, 1931–33 den Zanatski Dom (später Radio Beograd) und 1938 das Gebäude PRIZAD (später TANJUG).
In der Zweiten Ausschreibung für den Bau des Doms des Heiligen Sava 1926–27 bekam er mit dem zweiten Preis den höchsten vergebenen Preis. Die Kommission bestimmte das ein finales Projekt aus der Fusionierung seines und von seinem Kollegen Aleksandar Deroko abgegebenen Entwurf zur Ausführung kommen sollte. Die weitere Ausarbeitung erfolgte bis 1934. Von 1934 bis 1941 war Nestorović für den Bau der Kirche als hauptverantwortlicher Architekt zuständig, der Zweite Weltkrieg sowie ein Bauverbot der Kommunistischen Partei 1945–1984 verhinderten jedoch dessen Fertigstellung. Nach den allgemeinen Vorgaben Nestorović & Deroko verwirklichte in Nachfolge Branko Pešić das Gebäude, in dem er aber insbesondere konstruktive Methoden abänderte.

### Ausschreibungsgeschichte des Doms des Heiligen Sava
An dem im Königreich Jugoslawien ausgeschriebenen zweiten Wettbewerb beteiligten sich 1926 insgesamt 22 Architekten. Die Bewertung übernahm die Kommission in der Zusammensetzung Patriarch Dimitrije, Jovan Cvijić als Präsident der SANU (Serbische Akademie der Wissenschaften und Künste), die Architekten und Akademiemitglieder Andra Stevanović und Bogdan Popović und die Architekten Pera Popović und Momir Korunović. Sie befanden unter den 22 Wettbewerbsbeiträgen nationaler und internationaler Provenienz dennoch keinen einzigen, der alle Vorgaben erfüllte. Keiner orientierte sich an der Ausschreibungsvorgabe, dass der Aufriss der Kirche an den „nationalen“ Stil der spätbyzantinischen „Morava-Schule“ angelehnt werden sollte. Die meisten Beiträge waren entweder der Klosterkirche Gračanica oder der Hagia Sophia nachempfunden. Die Kommission beanstandete zudem, dass die Beiträge insgesamt ein niedriges Niveau geboten hatten. Der bestplatzierte Beitrag stammte von Bogdan Nestorović, dessen Arbeit einen zweiten Platz belegte und eine monumentale Kopie von Gračanica darstellte.
Allgemein wurde mit dem Wettbewerbsbeitrag Nestorovićs ein relativ wenig inspiriertes Modell prämiert, dass durch die Kompilation einfacher Elemente dem Modell der Klosterkirche Gračanicas nahe stand, während andere Wettbewerbsbeiträge teils stärker expressionistische Formen trugen. Erst mit der weiteren völligen Überarbeitung passte Nestorović Volumen und Dimensionen stärker an das Vorbild der Hagia Sophia und deren Kuppelsystem an, was mit der Größe des Bauwerkes zusammenhing.

### Weitere Werke
Nestorović ist Autor zahlreicher Studien zur Architekturgeschichte. Es umfasst Studien von der Antike bis ins 19. Jahrhundert. Ein Klassiker des Fachs ist „Arhitektura Srbije XIX. veka“ (Die Architektur in Serbien im 19. Jahrhundert). Das Buch zeigt die gesamte stilistische Architekturentwicklung in Serbien mit seinem stilistischen Übergang vom östlich-islamischen Erbe zu Modellen westlichen Architektur. Nesotorović ist durch seine Sammlung alter Fotografien von Gebäuden in Serbien Nestor der Architekturgeschichte. Seine Sammlung wird heute in der Serbischen Akademie aufbewahrt.
Für die Entwicklung der Architektur Serbiens sind auch zwölf von Nestorović gebauter Banken verschiedener Kreditinstitute bedeutsam. In Belgrad war er bis zum Zweiten Weltkrieg Projektant einer großen Anzahl von Wohngebäuden. Beispielsweise das Haus Vitomira Konstantinoviča in der Ul. Srpskih vladara 3 (1926–27).